# Liste der Nummer-eins-Hits in Australien (1999)
Diese Liste enthält alle Nummer-eins-Hits in Australien im Jahr 1999. Grundlage sind die Top 50 der australischen Charts der ARIA. Es gab in diesem Jahr 9 Nummer-eins-Singles und 16 Nummer-eins-Alben.

## Singles
| ← 1998 ← | Liste der Nummer-eins-Hits in Australien | Liste der Nummer-eins-Hits in Australien | Liste der Nummer-eins-Hits in Australien | 2000 →                    |
| \| Zeitraum \| Wo. ges. \| Interpret \| Titel Autor(en) \| Zusätzliche Informationen \| \| (Zeitraum, Wochen auf Platz eins, Interpret, Titel, Autor[en], zusätzliche Informationen) \| \| \| \| \| \| ----------------------------------------------------------------------------------------- \| -------- \| ------------------------ \| ------------------------------------------------------------------------------------------------------------------------------------------------------------------------------------------------------------------- \| ------------------------- \| \| 13. Dezember 1998 – 23. Januar 1999 6 Wochen \| 6 \| The Offspring \| Pretty Fly (for a White Guy) Bryan Keith Holland, Thomas Sylvester Allen, Harold Ray Brown I, Morris Dewayne Dickerson, Le Roy Jordan, Lee Oskar Levitin, Charles William Miller, Howard E. Scott, Gerald Goldstein \| – \| \| 24. Januar 1999 – 27. Februar 1999 5 Wochen \| 5 \| Cher \| Believe Brian Thomas Higgins, Paul Michael Barry, Steve Torch \| – \| \| 28. Februar 1999 – 1. Mai 1999 9 Wochen \| 9 \| Britney Spears \| … Baby One More Time Martin Karl Sandberg \| – \| \| 2. Mai 1999 – 19. Juni 1999 7 Wochen \| 7 \| TLC \| No Scrubs Kandi L. Burruss, Tameka D. Cottle, Kevin Briggs \| – \| \| 20. Juni 1999 – 10. Juli 1999 3 Wochen \| 3 \| Sixpence None the Richer \| Kiss Me Matthew Preston Slocum \| – \| \| 11. Juli 1999 – 31. Juli 1999 3 Wochen \| 3 \| Jennifer Lopez \| If You Had My Love Rodney Roy Jerkins, Lashawn Ameen Daniels, Mark Rooney, Fred Jerkins, Jennifer Lopez \| – \| \| 1. August 1999 – 18. September 1999 7 Wochen \| 7 \| Pearl Jam \| Last Kiss Wayne Cochran \| – \| \| 19. September 1999 – 13. November 1999 8 Wochen \| 8 \| Lou Bega \| Mambo No. 5 (A Little Bit Of …) Musik: Dámaso Pérez Prado; zusätzlicher Text: Christian Pletschacher, David Lubega \| – \| \| 14. November 1999 – 8. Januar 2000 8 Wochen \| 8 \| Eiffel 65 \| Blue (Da Ba Dee) Musik: Maurizio Lobina, Gianfranco Randone; Text: Massimo Gabutti, Maurizio Lobina \| – \| |                                          |                                          | |                           |
| ← 1998 |                                          |                                          | | → 2000 →                  |
| Zeitraum | Wo. ges.                                 | Interpret                                | Titel Autor(en) | Zusätzliche Informationen |
| (Zeitraum, Wochen auf Platz eins, Interpret, Titel, Autor[en], zusätzliche Informationen) |                                          |                                          | |                           |
| 13. Dezember 1998 – 23. Januar 1999 6 Wochen | 6                                        | The Offspring                            | Pretty Fly (for a White Guy) Bryan Keith Holland, Thomas Sylvester Allen, Harold Ray Brown I, Morris Dewayne Dickerson, Le Roy Jordan, Lee Oskar Levitin, Charles William Miller, Howard E. Scott, Gerald Goldstein | –                         |
| 24. Januar 1999 – 27. Februar 1999 5 Wochen | 5                                        | Cher                                     | Believe Brian Thomas Higgins, Paul Michael Barry, Steve Torch | –                         |
| 28. Februar 1999 – 1. Mai 1999 9 Wochen | 9                                        | Britney Spears                           | … Baby One More Time Martin Karl Sandberg | –                         |
| 2. Mai 1999 – 19. Juni 1999 7 Wochen | 7                                        | TLC                                      | No Scrubs Kandi L. Burruss, Tameka D. Cottle, Kevin Briggs | –                         |
| 20. Juni 1999 – 10. Juli 1999 3 Wochen | 3                                        | Sixpence None the Richer                 | Kiss Me Matthew Preston Slocum | –                         |
| 11. Juli 1999 – 31. Juli 1999 3 Wochen | 3                                        | Jennifer Lopez                           | If You Had My Love Rodney Roy Jerkins, Lashawn Ameen Daniels, Mark Rooney, Fred Jerkins, Jennifer Lopez | –                         |
| 1. August 1999 – 18. September 1999 7 Wochen | 7                                        | Pearl Jam                                | Last Kiss Wayne Cochran | –                         |
| 19. September 1999 – 13. November 1999 8 Wochen | 8                                        | Lou Bega                                 | Mambo No. 5 (A Little Bit Of …) Musik: Dámaso Pérez Prado; zusätzlicher Text: Christian Pletschacher, David Lubega                                                                                                  | –                         |
| 14. November 1999 – 8. Januar 2000 8 Wochen | 8                                        | Eiffel 65                                | Blue (Da Ba Dee) Musik: Maurizio Lobina, Gianfranco Randone; Text: Massimo Gabutti, Maurizio Lobina | –                         |

## Alben
| ← 1998 ← | Liste der Nummer-eins-Hits in Australien | Liste der Nummer-eins-Hits in Australien | Liste der Nummer-eins-Hits in Australien | 2000 →                    |
| \| Zeitraum \| Wo. ges. \| Interpret \| Titel \| Zusätzliche Informationen \| \| (Zeitraum, Wochen auf Platz eins, Interpret, Titel, zusätzliche Informationen) \| \| \| \| \| \| ------------------------------------------------------------------------------ \| -------- \| -------------------------- \| ------------------------------- \| ------------------------- \| \| 28. Dezember 1998 – 3. Januar 1999 1 Woche (insgesamt 5) \| 5 \| U2 \| The Best of 1980–1990 \| – \| \| 4. Januar 1999 – 7. Februar 1999 5 Wochen \| 5 \| The Offspring \| Americana \| – \| \| 8. Februar 1999 – 14. März 1999 5 Wochen (insgesamt 20) \| 20 \| Shania Twain \| Come On Over \| – \| \| 15. März 1999 – 21. März 1999 1 Woche \| 1 \| Silverchair \| Neon Ballroom \| – \| \| 22. März 1999 – 28. März 1999 1 Woche (insgesamt 20) \| 20 \| Shania Twain \| Come On Over \| – \| \| 29. März 1999 – 2. Mai 1999 5 Wochen (insgesamt 6) \| 6 \| The Bee Gees \| One Night Only \| – \| \| 3. Mai 1999 – 9. Mai 1999 1 Woche (insgesamt 20) \| 20 \| Shania Twain \| Come On Over \| – \| \| 10. Mai 1999 – 16. Mai 1999 1 Woche (insgesamt 6) \| 6 \| The Bee Gees \| One Night Only \| – \| \| 17. Mai 1999 – 23. Mai 1999 1 Woche \| 1 \| Ricky Martin \| Ricky Martin \| – \| \| 24. Mai 1999 – 30. Mai 1999 1 Woche \| 1 \| Human Nature \| Counting Down \| – \| \| 31. Mai 1999 – 13. Juni 1999 2 Wochen (insgesamt 6) \| 6 \| (Verschiedene Interpreten) \| Songs from Dawson’s Creek \| – \| \| 14. Juni 1999 – 20. Juni 1999 1 Woche \| 1 \| Red Hot Chili Peppers \| Californication \| – \| \| 21. Juni 1999 – 27. Juni 1999 1 Woche \| 1 \| Jamiroquai \| Synkronized \| – \| \| 28. Juni 1999 – 25. Juli 1999 4 Wochen (insgesamt 6) \| 6 \| (Verschiedene Interpreten) \| Songs from Dawson’s Creek \| – \| \| 26. Juli 1999 – 10. Oktober 1999 11 Wochen (insgesamt 20) \| 20 \| Shania Twain \| Come On Over \| – \| \| 11. Oktober 1999 – 17. Oktober 1999 1 Woche \| 1 \| Live \| The Distance to Here \| – \| \| 18. Oktober 1999 – 24. Oktober 1999 1 Woche (insgesamt 20) \| 20 \| Shania Twain \| Come On Over \| – \| \| 25. Oktober 1999 – 31. Oktober 1999 1 Woche \| 1 \| Taxiride \| Imaginate \| – \| \| 1. November 1999 – 21. November 1999 3 Wochen (insgesamt 4) \| 4 \| Savage Garden \| Affirmation \| – \| \| 22. November 1999 – 28. November 1999 1 Woche \| 1 \| Korn \| Issues \| – \| \| 29. November 1999 – 5. Dezember 1999 1 Woche \| 1 \| Metallica \| S&M \| – \| \| 6. Dezember 1999 – 12. Dezember 1999 1 Woche (insgesamt 4) \| 4 \| Savage Garden \| Affirmation \| – \| \| 13. Dezember 1999 – 19. Dezember 1999 1 Woche (insgesamt 20) \| 20 \| Shania Twain \| Come On Over \| – \| \| 20. Dezember 1999 – 2. Januar 2000 2 Wochen \| 2 \| Céline Dion \| All the Way... A Decade of Song \| – \| |                                          |                                          |                                          |                           |
| ← 1998 |                                          |                                          |                                          | → 2000 →                  |
| Zeitraum | Wo. ges.                                 | Interpret                                | Titel                                    | Zusätzliche Informationen |
| (Zeitraum, Wochen auf Platz eins, Interpret, Titel, zusätzliche Informationen) |                                          |                                          |                                          |                           |
| 28. Dezember 1998 – 3. Januar 1999 1 Woche (insgesamt 5) | 5                                        | U2                                       | The Best of 1980–1990                    | –                         |
| 4. Januar 1999 – 7. Februar 1999 5 Wochen | 5                                        | The Offspring                            | Americana                                | –                         |
| 8. Februar 1999 – 14. März 1999 5 Wochen (insgesamt 20) | 20                                       | Shania Twain                             | Come On Over                             | –                         |
| 15. März 1999 – 21. März 1999 1 Woche | 1                                        | Silverchair                              | Neon Ballroom                            | –                         |
| 22. März 1999 – 28. März 1999 1 Woche (insgesamt 20) | 20                                       | Shania Twain                             | Come On Over                             | –                         |
| 29. März 1999 – 2. Mai 1999 5 Wochen (insgesamt 6) | 6                                        | The Bee Gees                             | One Night Only                           | –                         |
| 3. Mai 1999 – 9. Mai 1999 1 Woche (insgesamt 20) | 20                                       | Shania Twain                             | Come On Over                             | –                         |
| 10. Mai 1999 – 16. Mai 1999 1 Woche (insgesamt 6) | 6                                        | The Bee Gees                             | One Night Only                           | –                         |
| 17. Mai 1999 – 23. Mai 1999 1 Woche | 1                                        | Ricky Martin                             | Ricky Martin                             | –                         |
| 24. Mai 1999 – 30. Mai 1999 1 Woche | 1                                        | Human Nature                             | Counting Down                            | –                         |
| 31. Mai 1999 – 13. Juni 1999 2 Wochen (insgesamt 6) | 6                                        | (Verschiedene Interpreten)               | Songs from Dawson’s Creek                | –                         |
| 14. Juni 1999 – 20. Juni 1999 1 Woche | 1                                        | Red Hot Chili Peppers                    | Californication                          | –                         |
| 21. Juni 1999 – 27. Juni 1999 1 Woche | 1                                        | Jamiroquai                               | Synkronized                              | –                         |
| 28. Juni 1999 – 25. Juli 1999 4 Wochen (insgesamt 6) | 6                                        | (Verschiedene Interpreten)               | Songs from Dawson’s Creek                | –                         |
| 26. Juli 1999 – 10. Oktober 1999 11 Wochen (insgesamt 20) | 20                                       | Shania Twain                             | Come On Over                             | –                         |
| 11. Oktober 1999 – 17. Oktober 1999 1 Woche | 1                                        | Live                                     | The Distance to Here                     | –                         |
| 18. Oktober 1999 – 24. Oktober 1999 1 Woche (insgesamt 20) | 20                                       | Shania Twain                             | Come On Over                             | –                         |
| 25. Oktober 1999 – 31. Oktober 1999 1 Woche | 1                                        | Taxiride                                 | Imaginate                                | –                         |
| 1. November 1999 – 21. November 1999 3 Wochen (insgesamt 4) | 4                                        | Savage Garden                            | Affirmation                              | –                         |
| 22. November 1999 – 28. November 1999 1 Woche | 1                                        | Korn                                     | Issues                                   | –                         |
| 29. November 1999 – 5. Dezember 1999 1 Woche | 1                                        | Metallica                                | S&M                                      | –                         |
| 6. Dezember 1999 – 12. Dezember 1999 1 Woche (insgesamt 4) | 4                                        | Savage Garden                            | Affirmation                              | –                         |
| 13. Dezember 1999 – 19. Dezember 1999 1 Woche (insgesamt 20) | 20                                       | Shania Twain                             | Come On Over                             | –                         |
| 20. Dezember 1999 – 2. Januar 2000 2 Wochen | 2                                        | Céline Dion                              | All the Way... A Decade of Song          | –                         |

## Jahreshitparaden
| ← 1998 ← | Liste der Nummer-eins-Hits in Australien | Liste der Nummer-eins-Hits in Australien             | Liste der Nummer-eins-Hits in Australien | 2000 →   |
| \| Singles \| Position# \| Alben \| \| --------------------------------------------------------------------------------------------------------------------------------------------------------------------------------------------------------------------------------- \| --------- \| ---------------------------------------------------- \| \| Mambo No. 5 (A Little Bit Of …) Lou Bega Musik: Dámaso Pérez Prado; zusätzlicher Text: Christian Pletschacher, David Lubega \| 1 \| Come On Over Shania Twain \| \| … Baby One More Time Britney Spears Martin Karl Sandberg \| 2 \| One Night Only The Bee Gees \| \| Blue (Da Ba Dee) Eiffel 65 Musik: Maurizio Lobina, Gianfranco Randone; Text: Massimo Gabutti, Maurizio Lobina \| 3 \| Americana The Offspring \| \| Last Kiss Pearl Jam Wayne Cochran \| 4 \| Affirmation Savage Garden \| \| Pretty Fly (for a White Guy) The Offspring Bryan Keith Holland, Thomas Sylvester Allen, Harold Ray Brown I, Morris Dewayne Dickerson, Le Roy Jordan, Lee Oskar Levitin, Charles William Miller, Howard E. Scott, Gerald Goldstein \| 5 \| Songs from Dawson’s Creek (Verschiedene Interpreten) \| \| Believe Cher Brian Thomas Higgins, Paul Michael Barry, Steve Torch \| 6 \| Ricky Martin \| \| Don’t Call Me Baby Madison Avenue Andrew Alphonse van Dorsselaer, April-Cheyne M. Coates, Duane William Morrison, Olivier Jean-Jacques Adams, Maurice Joseph Francois Engelen, Joanne Ruth Humphris \| 7 \| … Baby One More Time Britney Spears \| \| That Don’t Impress Me Much Shania Twain Shania Twain, Robert John Lange \| 8 \| ABBA Gold ABBA \| \| Why Don’t You Get a Job? The Offspring Bryan Keith Holland \| 9 \| Californication Red Hot Chili Peppers \| \| Genie in a Bottle Christina Aguilera Pamela Eileen Sheyne, David Martin Frank, Steve Kipner \| 10 \| You’ve Come a Long Way, Baby Fatboy Slim \| |                                          |                                                      |                                          |          |
| ← 1998 |                                          |                                                      |                                          | → 2000 → |
| Singles | Position#                                | Alben                                                |                                          |          |
| Mambo No. 5 (A Little Bit Of …) Lou Bega Musik: Dámaso Pérez Prado; zusätzlicher Text: Christian Pletschacher, David Lubega | 1                                        | Come On Over Shania Twain                            |                                          |          |
| … Baby One More Time Britney Spears Martin Karl Sandberg | 2                                        | One Night Only The Bee Gees                          |                                          |          |
| Blue (Da Ba Dee) Eiffel 65 Musik: Maurizio Lobina, Gianfranco Randone; Text: Massimo Gabutti, Maurizio Lobina | 3                                        | Americana The Offspring                              |                                          |          |
| Last Kiss Pearl Jam Wayne Cochran | 4                                        | Affirmation Savage Garden                            |                                          |          |
| Pretty Fly (for a White Guy) The Offspring Bryan Keith Holland, Thomas Sylvester Allen, Harold Ray Brown I, Morris Dewayne Dickerson, Le Roy Jordan, Lee Oskar Levitin, Charles William Miller, Howard E. Scott, Gerald Goldstein | 5                                        | Songs from Dawson’s Creek (Verschiedene Interpreten) |                                          |          |
| Believe Cher Brian Thomas Higgins, Paul Michael Barry, Steve Torch | 6                                        | Ricky Martin                                         |                                          |          |
| Don’t Call Me Baby Madison Avenue Andrew Alphonse van Dorsselaer, April-Cheyne M. Coates, Duane William Morrison, Olivier Jean-Jacques Adams, Maurice Joseph Francois Engelen, Joanne Ruth Humphris | 7                                        | … Baby One More Time Britney Spears                  |                                          |          |
| That Don’t Impress Me Much Shania Twain Shania Twain, Robert John Lange | 8                                        | ABBA Gold ABBA                                       |                                          |          |
| Why Don’t You Get a Job? The Offspring Bryan Keith Holland | 9                                        | Californication Red Hot Chili Peppers                |                                          |          |
| Genie in a Bottle Christina Aguilera Pamela Eileen Sheyne, David Martin Frank, Steve Kipner | 10                                       | You’ve Come a Long Way, Baby Fatboy Slim             |                                          |          |